# صفوان بن بيضاء
صفوان بن بيضاء (المتوفي سنة 2 هـ) صحابي أسلم في مكة، وهاجر إلى يثرب، وشارك في سرية عبد الله بن جحش إلى نخلة، ثم في غزوة بدر التي قُتل فيها.

## سيرته
أسلم صفوان بن وهب بن ربيعة بن هلال الفهري القرشي في مكة، ويعُرف باسم «صفوان بن بيضاء» نسبة إلى أمه البيضاء دعد بنت جحدم الفهرية. هاجر صفوان إلى يثرب، ونزل مع أخيه سهيل على كلثوم بن الهدم، وآخى النبي محمد بينه وبين رافع بن المعلى. شارك صفوان في سرية عبد الله بن جحش التي بعثها إلى نخلة، كما شهد مع النبي محمد غزوة بدر التي قُتل فيها صفوان على يد طعيمة بن عدي. وقيل أن صفوان لم يُقتل يوم بدر، وأنه شهد مع النبي محمد المشاهد كلها، وتوفي في رمضان 38 هـ، وقيل توفي في طاعون عمواس سنة 18 هـ.